# Heinkel-I

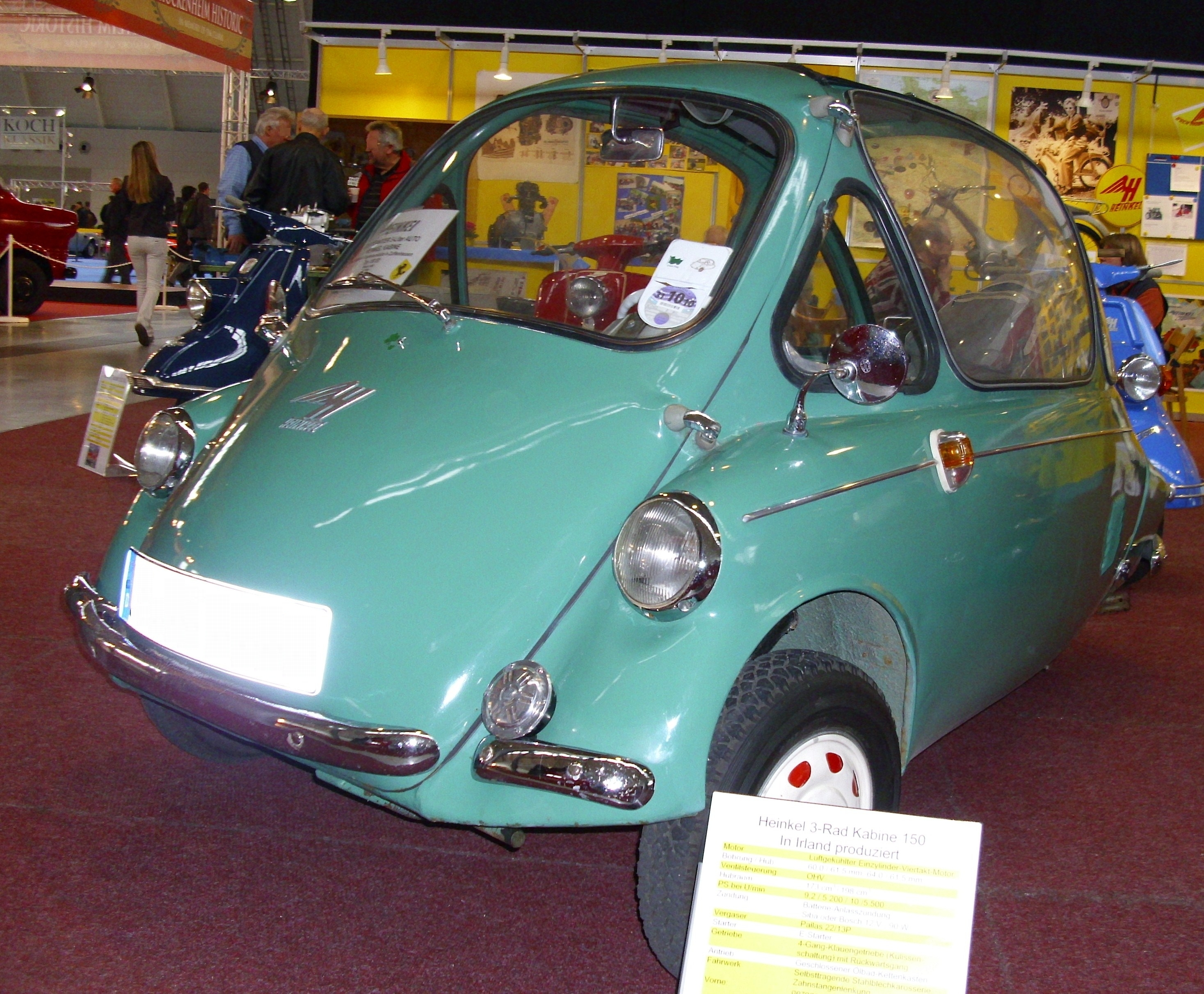
Heinkel-I aus irischer Produktion

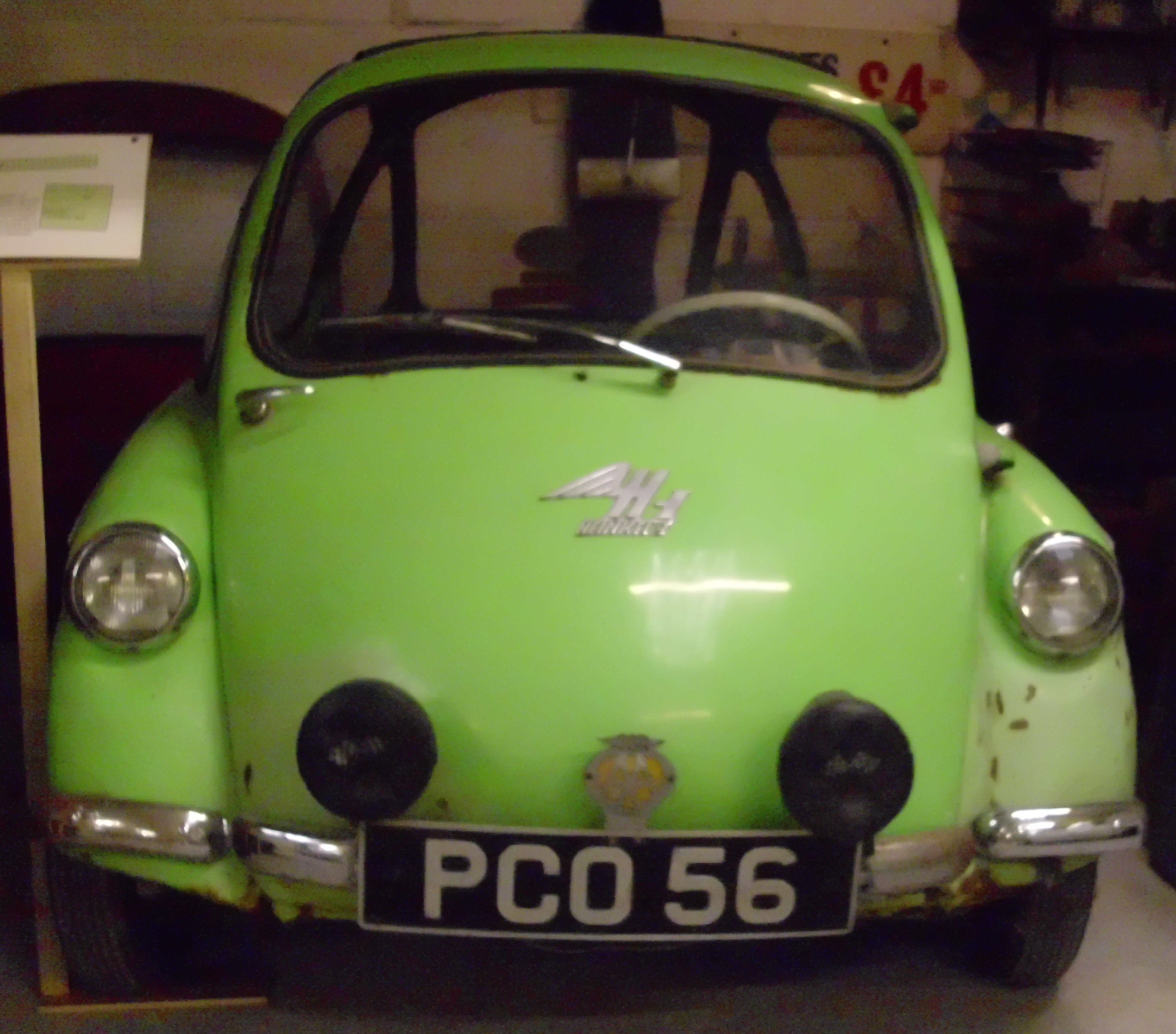
Frontansicht

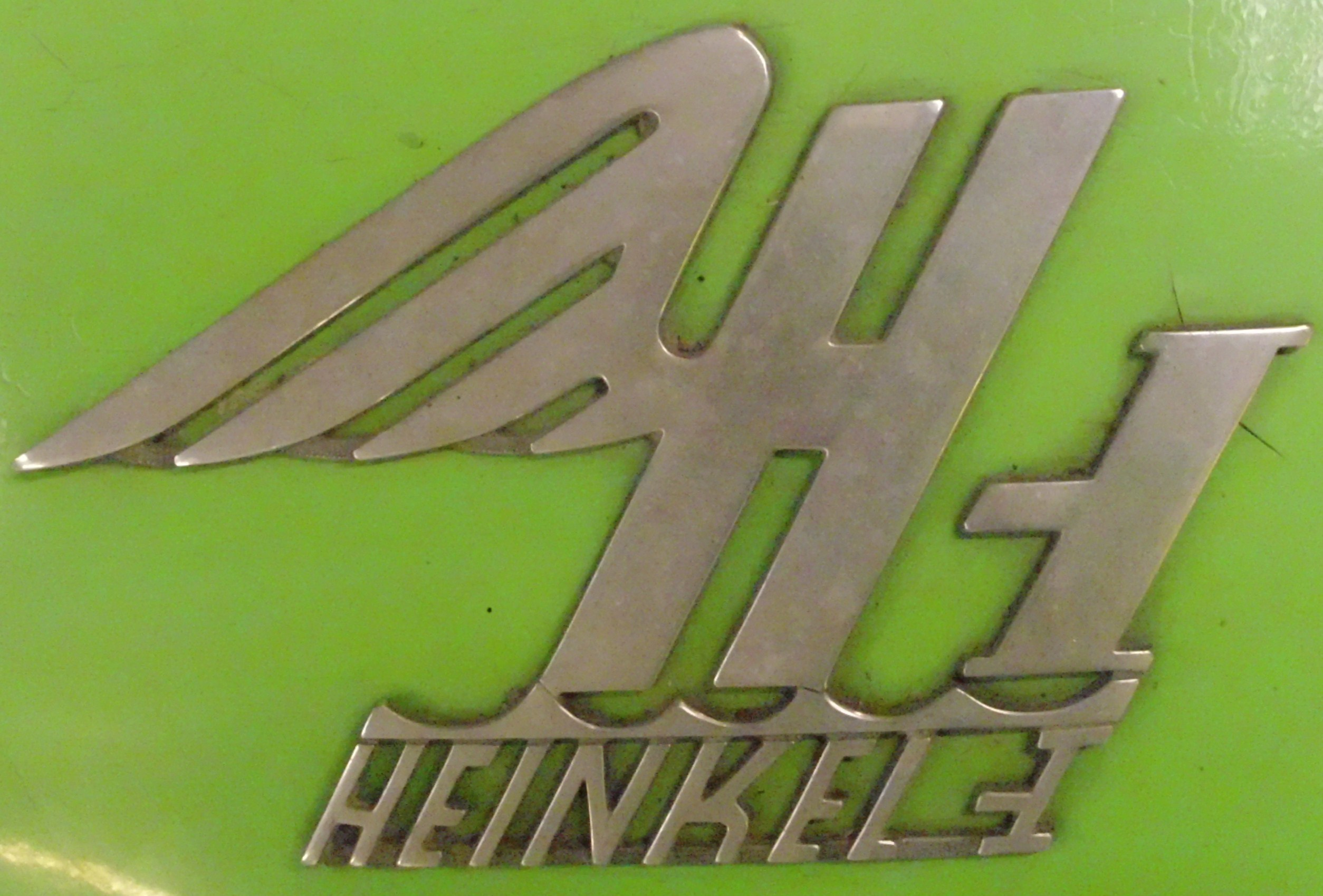
Emblem

Heinkel-I war eine irische Automarke.

## Unternehmensgeschichte
Lincoln & Nolan aus Dublin montierte Fahrzeuge von der Austin Motor Company. 1958 wurden die Lizenzrechte sowie die Produktionsanlagen der Heinkel Kabine von den Ernst Heinkel Flugzeugwerken übernommen. Die neue Gesellschaft Dundalk Engineering Works Limited wurde in Dundalk gegründet und die Produktion aufgenommen. Der Markenname lautete Heinkel-I. Außerdem war das Unternehmen für die Ersatzteilversorgung aller Heinkel-Kabinen zuständig. Die Produktion lief bis Ende 1960. Im August 1961 übernahm Trojan Limited die Produktion.

## Fahrzeuge
Das einzige Modell war die Heinkel Kabine. Dies war ein Rollermobil in Coupéform mit einer Fronttür. Ein 1959 präsentiertes Cabriolet blieb ein Einzelstück. Die Fahrzeuge aus irischer Produktion waren qualitativ schlechter als die früheren und späteren Modelle aus deutscher bzw. englischer Produktion.